# Сроботник-об-Колпі
Сроботник-об-Колпі (словен. Srobotnik ob Kolpi) — поселення в общині Костел, регіон Південно-Східна Словенія, Словенія. Висота над рівнем моря: 267,3 м.